# Hannele Klemettilä
Pour les articles homonymes, voir Klemettilä.
Hannele Klemettilä (Hannele Klemettilä-McHale), née en 1966 à Helsinki, est une historienne médiéviste finlandaise, spécialiste de l'histoire culturelle française du Bas Moyen Âge. 

## Biographie
Docteur en histoire médiévale de l'Université de Leyde, et maître de conférences en histoire culturelle de l'Université de Turku, ses premiers travaux portaient sur les représentations des bourreaux et les attitudes envers la mort. Dans ses nombreux ouvrages consacrés à l'histoire culturelle du Moyen Âge, elle a cherché à remettre en cause le mythe d'un « âge sombre ». Ses recherches ont également porté sur la culture pénale et la cuisine médiévales, les animaux au Moyen Âge, Gilles de Rais et Gaston Fébus.
Membre à vie au Clare Hall de Université de Cambridge, elle habite à Sonning-on-Thames en Grande-Bretagne.